# Гейделберг (Міннесота)
Гейделберг (англ. Heidelberg) — місто (англ. city) в США, в окрузі Ле-Сюер штату Міннесота. Населення — 137 осіб (2020).

## Географія
Гейделберг розташований за координатами 44°29′35″ пн. ш. 93°37′35″ зх. д. / 44.49306° пн. ш. 93.62639° зх. д. (44.493070, -93.626458).  За даними Бюро перепису населення США в 2010 році місто мало площу 1,38 км², уся площа — суходіл.

## Демографія
Згідно з переписом 2010 року, у місті мешкали 122 особи в 41 домогосподарстві у складі 34 родин. Густота населення становила 88 осіб/км².  Було 47 помешкань (34/км²).
Расовий склад населення:
| - 100,0 % — білих |

До двох чи більше рас належало 0,0 %. Частка іспаномовних становила 1,6 % від усіх жителів.
За віковим діапазоном населення розподілялося таким чином: 33,6 % — особи молодші 18 років, 55,7 % — особи у віці 18—64 років, 10,7 % — особи у віці 65 років та старші. Медіана віку мешканця становила 40,3 року. На 100 осіб жіночої статі у місті припадало 125,9 чоловіків;  на 100 жінок у віці від 18 років та старших — 125,0 чоловіків також старших 18 років.
Середній дохід на одне домашнє господарство  становив 77 794 долари США (медіана — 72 500), а середній дохід на одну сім'ю — 99 283 долари (медіана — 98 750). За межею бідності перебувало 3,1 % осіб, у тому числі 0,0 % дітей у віці до 18 років та 8,3 % осіб у віці 65 років та старших.
Цивільне працевлаштоване населення становило 81 осіб. Основні галузі зайнятості: роздрібна торгівля — 30,9 %, освіта, охорона здоров'я та соціальна допомога — 14,8 %, будівництво — 14,8 %.